# Bartolovec
Bartolovec falu Horvátországban, Varasd megyében. Közigazgatásilag Trnovec Bartolovečki község része.

## Fekvése
Varasdtól 8 km-re keletre a Drávamenti-síkságon a Dráva jobb partján fekszik.

## Története
1857-ben 166, 1910-ben 315 lakosa volt. A falu 1920-ig Varasd vármegye Varasdi járásához tartozott, majd a Szerb-Horvát Királyság része lett. 2001-ben a falunak 205 háza és 782 lakosa volt.

## Nevezetességei
- Szent Bertalan apostol tiszteletére szentelt római katolikus plébániatemploma.[2] A falu templomát már 1254 -ben említik, de a mai épület csak az 1920-as évekből származik, melyben csak a régi templom szentélye maradt fenn. A mai templom egyhajós épület, a hajónál alacsonyabb négyzet alakú szentéllyel. A falakat és a boltozatokat Julija Merlić varasdi festőművész által készített vakolatfaragványok díszítik. A templomtól északra található a 19. század közepén épült plébániaház.

## Külső hivatkozások
- A község hivatalos oldala